# An All Dogs Christmas Carol
An All Dogs Christmas Carol (bra: Um Natal Bom Pra Cachorro; prt: An All Dogs Christmas Carol) é um filme animado de 1998, feito direto para lançamento em vídeo.